# Kraje v Albánii

Přehledová mapka

Albánie se administrativně dělí do 12 krajů (albánsky: qarku, sing. qark (oficiální termín), častěji však prefektura, sing. prefekturë, občas překládána jako prefektura). Každý kraj má několik okresů (občas popisovaných jako subprefektura)
| Barva | Kraj             | Centrum          | Populace (2006) | Rozloha (km²) | Osídlení (obyv/km²) | Okresy                                 |
| ----- | ---------------- | ---------------- | --------------- | ------------- | ------------------- | -------------------------------------- |
|       | Berat            | Berat            | 172,478         | 1,802         | 159                 | Berat, Kuçovë, Skrapar                 |
|       | Dibrë            | Peshkopi         | 144,203         | 2,507         | 58                  | Bulqizë, Dibër, Mat                    |
|       | Drač (Durrës)    | Drač (Durrës)    | 303,742         | 827           | 367                 | Drač (Durrës), Krujë                   |
|       | Elbasan          | Elbasan          | 343,959         | 3,278         | 105                 | Elbasan, Gramsh, Librazhd, Peqin       |
|       | Fier             | Fier             | 373,913         | 1,887         | 198                 | Fier, Lushnjë, Mallakastër             |
|       | Gjirokastër      | Gjirokastër      | 103,406         | 2,883         | 36                  | Gjirokastër, Përmet, Tepelenë          |
|       | Korçë            | Korçë            | 257,387         | 3,711         | 69                  | Devoll, Kolonjë, Korçë, Pogradec       |
|       | Kukës            | Kukës            | 78,031          | 2,373         | 33                  | Has, Kukës, Tropojë                    |
|       | Lezhë            | Lezhë            | 157,940         | 1,581         | 100                 | Kurbin, Lezhë, Mirditë                 |
|       | Skadar (Shkodër) | Skadar (Shkodër) | 246,712         | 3,562         | 69                  | Malësi e Madhe, Pukë, Skadar (Shkodër) |
|       | Tirana (Tiranë)  | Tirana (Tiranë)  | 778,903         | 1,586         | 491                 | Kavajë, Tirana (Tiranë)                |
|       | Vlora (Vlorë)    | Vlora (Vlorë)    | 181,565         | 2,706         | 67                  | Delvinë, Sarandë, Vlora (Vlorë)        |